# Лукашовка (Сумская область)
Лукашовка (укр. Лукашівка) — село,
Дмитровский сельский совет,
Великописаревский район,
Сумская область,
Украина.
Код КОАТУУ — 5921281303. Население по переписи 2001 года составляло 176 человек.

## Географическое положение
Село Лукашовка находится на левом берегу реки Ворскла в месте впадения в неё рек Братеница и Понуры,
выше по течению на расстоянии в 2 км расположено село Козинка (Белгородская область),
ниже по течению на расстоянии в 1,5 км расположено село Александровка,
на противоположном берегу — село Заречье-Второе (Белгородская область).
Рядом проходит автомобильная дорога Т-1705.
Село находится на границе с Россией.